# Tar-Vabriga
Tar-Vabriga (olaszul: Torre-Abrega) község Horvátországban Isztria megyében. Közigazgatásilag Frata (Fratta), Gedići (Ghedda), Perci (Perzi), Rošini (Villa Rossa vagy Rossini), Tar (Torre) és Vabriga (Abrega) települések tartoznak hozzá.

## Fekvése
Az Isztriai-félsziget nyugati részén Porečtől 8 km-re északra, a Mirna torkolatából délre fekszik.

## Története
A község területe már a római korban lakott volt, amikor számos villa állt ezen a vidéken. Tar első írásos említése 983-ban történt "Turris" néven Ottó császárnak a poreči püspök részéré kiállított adománylevelében, amely egy a hűbérbirtok központjában emelt toronyról is szól. Ez a torony a Stari Tar (magyarul régi Tar, olaszul Torre Vecchia) nevű faluban állt, míg a mai Tart a 12. századtól Novi Tar (magyarul új Tar, olaszul Torre Nuova vagy Villa) néven említik. A régi Tar valószínűleg a 14. században kitört malária vagy pestisjárvány következtében pusztult el és ettől kezdve mivel nem volt szükség további megkülönböztetésre Novi Tart már egyszerűen csak Tarként hívták. Erre az időre esik a szomszédos Valbriga (Albriga, Abriga, Gabriga) első írásos említése is, melynek területe azelőtt még Tarhoz tartozott. 1508-ig mindkét település a pazini grófok uralma alá tartozott, majd a novigradi közösség részeként a Velencei Köztársaság fennhatósága alá került. A háborúk és járványok következtében lakossága nagyrészt kipusztult és a velencei hatóságok a 16. század második felétől a török terjeszkedés elől menekülő dalmáciai földművesekkel telepítették be. Az első betelepülők Vabrigára 1557-ben, Tarra 1576-ban Biograd környékéről érkeztek. Az újonnan érkezetteknek a környék addig meg nem művelt területekből is osztottak földet, így alakultak ki a környező kisebb falvak. Az új lakosság betelepülése a mezőgazdaság szerkezetének a megváltozását is eredményezte, az állattartás jelentősége egyenrangú lett az addig domináns földműveléssel. 1622 után a telepesek újabb hulláma érkezett Dalmácia, Montenegro, Bosznia, Albánia, Friuli, Treviso és a görög Kréta területéről. 1633-ban Tar déli részére Hercegovinából jöttek betelepülők. A 18–19. században az itt megtermelt javak, főként a bor és az olívaolaj kivitelének növekedése a vidék gazdasági fellendülését eredményezte. A 19. század végére azonban a társadalmi osztályok és a nemzetek közötti feszültségek erősödése a vidék gazdaságának visszaesésével járt. A 20. század elején a Poreštinán az elsők között Vabrigán horvát iskolát nyitottak.
Az első világháború után a rapallói szerződés értelmében Isztria az Olasz Királysághoz került. 1943-ban az olasz kapitulációt követően német megszállás alá került, mely 1945-ig tartott. A második világháború után a párizsi békeszerződés értelmében Jugoszlávia része lett. Jugoszlávia felbomlása után 1991-ben a független Horvátország része lett. 2011-ben a községnek 1996 lakosa volt. Lakói mezőgazdasággal (szőlő, olajbogyó, gabona), állattartással, halászattal és újabban egyre inkább turizmussal, vendéglátással foglalkoznak.

## Nevezetességei
- Tar Szent Márton tiszteletére szentelt plébániatemploma 1800-ban épült a 14. századi templom helyén. Erre egy a templom kapuja felett elhelyezett, VII. Pius pápa látogatására készített felirat emlékeztet. Öt oltára van, főoltárán a gyermekét karján tartó Madonna szobra áll. Harangtornya 35 méter magas.
- A tari Szent Péter tiszteletére szentelt temetőkápolna a falán látható felirat szerint 1451-ben épült. 2012-ben renoválták.
- A Mirna torkolata felé félúton az erdőben egy tarti polgár által 1898-ban hálából építtetett Szent Márton kápolna áll. A kápolnát alacsony kőfal keríti. Berendezése egy kőből épített oltár és egy feszület.
- Vabriga Kármelhegyi Boldogasszony tiszteletére szentelt templomát a 13. században román stílusban építették, később többször átépítették és megújították. A Kármelhegyi Boldogasszonyt ábrázoló oltárképét Zorzi Ventura festette. A művésznek még egy alkotása is látható a templomban, mely a Sírbatételt (1607) ábrázolja.
- Frata Mihály arkangyal templomát 1250 körül építették, később többször megújították. Harangtornya 25 méter magas.